# Édouard Mahé
Édouard Mahé, né à Rennes le 1er mai 1905 et mort à Retiers le 2 novembre 1992, est un peintre et graveur français. 

## Biographie

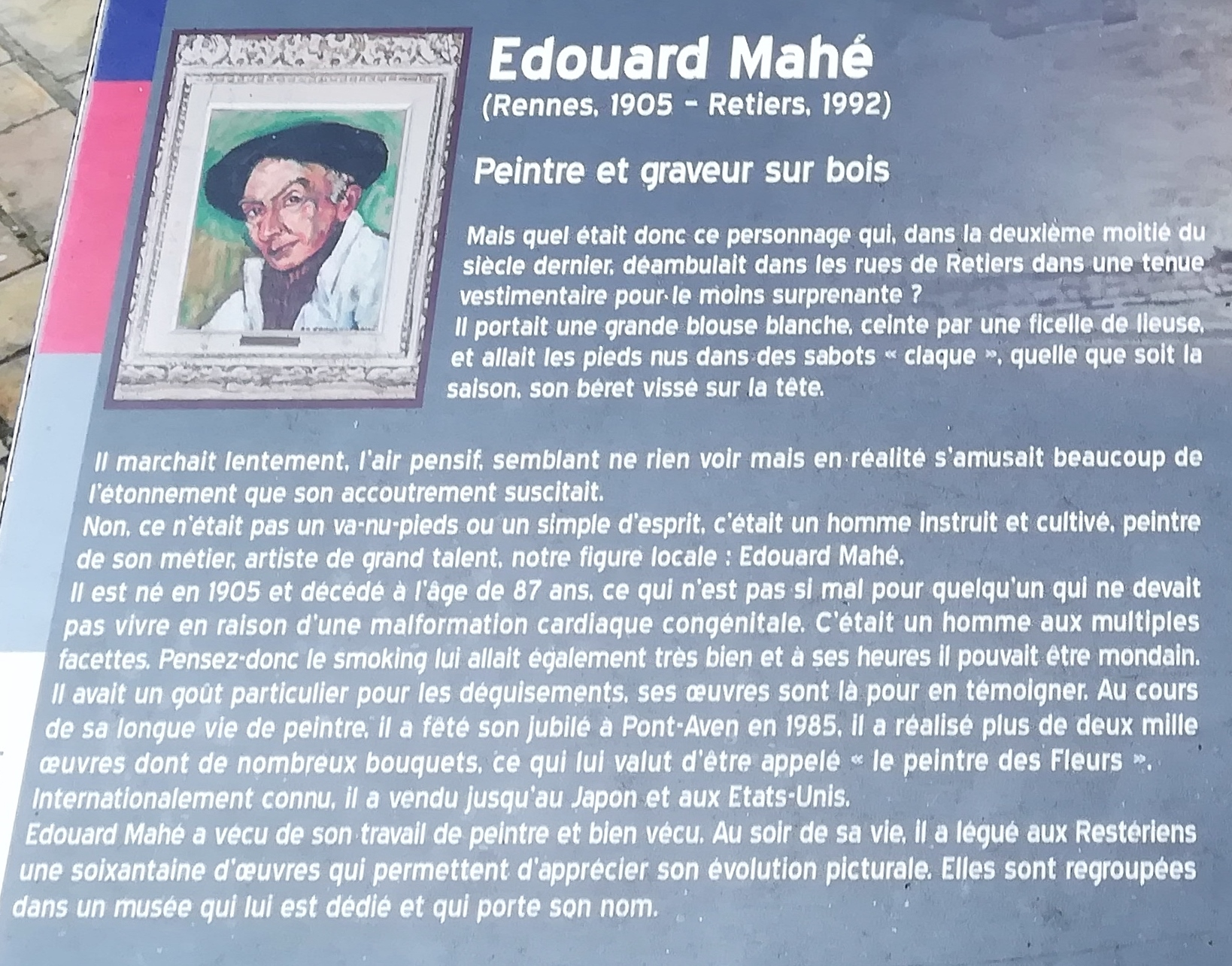
Retiers : panneau d'information touristique concernant le peintre Édouard Mahé (vue partielle).

Édouard Mahé naît à Rennes, en Bretagne, le 1er mai 1905.
Élève de l'École régionale des beaux-arts de Rennes, il est reçu à l'École des Beaux-Arts de Paris  où il intègre l'atelier d'Ernest Laurent. 
Il fait partie du mouvement d'artistes bretons de l'entre-deux-guerres Seiz Breur. À partir de 1926, il expose à la Société nationale des beaux-arts, puis, à partir de 1930, au Salon d'automne.
Il est le cousin germain de l'illustrateur, décorateur et réalisateur Henri Mahé.
Édouard Mahé meurt à Retiers, dans l'aire urbaine de Rennes, le 2 novembre 1992.

## Œuvre
Comme peintre, Édouard Mahé est connu pour ses paysages et surtout ses tableaux de fleurs. Au cours de sa carrière, il exécute des commandes de fresque et de vitrail. 
Il pratique également la gravure, en particulier la xylographie. Son style présente des similitudes avec celui de André Mériel-Bussy.

## Conservation
Le Musée des Beaux-Arts de Rennes possède deux natures mortes peintes sur toile de l'artiste, ainsi que deux estampes, Rue de Derval à Rennes et Place du Champ-Jacquet, à Rennes, toutes deux exécutées en 1925 (plusieurs autres gravures de la même série sont exposées à Retiers, ainsi qu'un bois). À la suite d'un don d'une cinquantaine de toiles par l'artiste à la commune de Retiers, la municipalité inaugure un petit musée de deux pièces, au second étage de la mairie.